# Viorel Savin
Viorel Savin (n. 4 aprilie 1941 în Borzești, județul Bacău) este un dramaturg român.

## Date biografice
Părinți: Emil Savin, învățător; Sofia Savin (Bibire), învățătoare.
Data primirii în Uniunea Scriitorilor: 1990.
Debut: „Sticla”, proză, Premiul I al Casei Centrale a Creației, 1962. 
Debut publicistic: „Contrapunct”, proză, „Ateneu”, nr.  9, 1969.
Debut scenic: „Proprietatea dv.”, regizor Gh. Teașcă - Teatrul Popular de Comedie din Slănic  
Moldova, 1973.
Debut editorial: „Ovidiu la Tomis”, în volumul „Teatru – din creația dramaturgilor amatori”, Ed. Eminescu, București, 1979, pag. 15 - 87.

## Volume tipărite
1. [1]„Jocul de dincolo de ploaie”, teatru, Ed. Junimea, Iași, 1985, 144 p.
2. „Lucruri și ființe”, teatru, Ed. Cartea rom., Buc., 1987, 236 p.
3. „Căderea – trei moduri de sinucidere”, teatru, Ed. Gamma, Iași, 1993, 196 p.
4. „Lamentația fructelor”, versuri, Ed. Plumb, Bacău, 1994, 88 p.
5. „Funia sau Comèdia supunerii - Un alt rezumat al secolului XX de Viorel Savin”, teatru, Ed. Viitorul românesc, București, 1997,  cu o prefață de Vlad Sorianu, 116 p.
6. „Greșeala”, teatru, Ed. Cartea românească, București, 1997. Cu o postfață de Mircea Ghițulescu, 264 p.
7. „Ginere de import”, teatru, Ed. Expansion – Armonia, București, 1997. Cu o „Carte de vizită” din partea editurii, 160 p.
8. „Jocuri (de unu, de doi…)”, teatru, Ed. Junimea, Iași, 1998. Cu o prezentare pe coperta a IV-a de Constantin Ciopraga, 100 p.
9. „Acorduri pentru urechi surde – din însemnările unui naiv”, publicistică, Editura Plumb, Bacău, 1999, 130 p.
10. „Pagini alese”, teatru, Ed. Plumb, Bacău, 2000. Cu „Reflecții introductive - spre o sincronizare cu teatrul european” de Petre Isachi, „Tabel cronologic” de Eugen Budău, „Semnale critice” de Ioan Prăjișteanu, 116 p.
11. „Evanghelia eretică” sau „Melec, purtătorul de nucă și de nývas”, roman în versuri, Ed. Junimea, Iași, 2000, 132 p.
12. „Scriitori băcăuani” vol. I (în colab. cu Eugen Budău), bibliografie, Ed. Plumb, Bacău, 2000. Casetă cu 29 de portrete alb-negru ale scriitorilor, în format A4 și  Catalog biobibliografic format A4 cu prefață de Viorel Savin, 36 p.
13. „Despre starea autografului. Cărți cu olografe”, eseu, biblioteconomie, Ed. Studion, Bacău, 2001, 328 p.
14. „Etnologul Dorinel Ichim” (în colaborare), contribuții documentare, Ed. Diagonal, Bacău, 2002, 110 p.
15. „Tragedii în fond”, teatru, Ed. Princeps Edit, Iași, 2002, copertă și ilustrații, Florin Radu, 216 p..
16. „Octavian Voicu”, (în colaborare), biobibliografie, Ed. Studion, Bacău, 2003, 136 pagini.
17. „Evanghelia eretică” sau „Istoria lui Melec Purtătorul de Nucă și de Nývas”, acum revăzută și întregită cu „Lamentația fructelor – Scrisoarea I către  români” și încheiată cu „Prima circulară către organizatorii adorației”, transcrisă cu mare spaimă de Viorel Savin în satul Luncani”, roman în versuri,  ediția a II-a, Ed. Princeps Edit, Iași, 2003, 204 p.
18. „Ștefan după-amiaza”, teatru, Ed. Casa scriitorilor, Bacău, 2004, cu o prefață de Vlad Sorianu și un „Argument subiectiv, și nu numai”, al autorului, 110 p.
19. Vol. 1 - TEATRU, „Comedii triste”, Ed. Casa scriitorilor, Bacău, 2004, cu o postfață de Petre Isachi, un „Răspuns la chestionarul lui Aurel Sasu – în loc de „Argumente pentru profesie” și excerpte critice pe coperta 4, 234 p.
20. Vol. 2 - TEATRU, „Doamne, fă ca Schnauzer să câștige!”, Ed. Casa scriitorilor, Bacău, 2004, cu o postfață de Ion Rotaru, un „inventar” al autorului și excerpte critice pe coperta 4, 204 p.
21. Vol. 3 - TEATRU, „Drame istorice”, Ed. Casa scriitorilor, Bacău, 2004, cu o postfață de Petre Isachi, un „inventar 2” al autorului și excerpte critice pe coperta 4, 198 p.
22. Vol. 4 - TEATRU, „Comédia schimbărilor”, Ed. Casa scriitorilor, Bacău, 2004, cu excerpte critice pe coperta 4,  422 p.
23. Vol. 5 - TEATRU, „Închisoarea de sunete - Comédia schimbărilor 2”, Ed. Casa scriitorilor, Bacău, 2005, cu excerpte critice pe coperta 4, 246 p.
24. Vol. 6 - ROMAN (în versuri), „Evanghelia eretică” sau „Istoria lui Melec Purtătorul de Nucă și de Nývas în Cretinozauria”, -  acum revăzută dar și întregită cu „Lamentația fructelor – Scrisoarea I către  români” și încheiată cu „Prima circulară către organizatorii adorației”, transcrisă cu mare spaimă de Viorel Savin în satul Luncani”,  ediția a III-a, Ed. Casa scriitorilor, Bacău, 2005, cu o postfață de Petre Isachi, un „inventar” al autorului și excerpte critice pe coperta 4, 208 p.
25. Vol. 7 - JURNAL, „Acorduri pentru urechi surde”, ediția a II-a, Ed. Casa scriitorilor, Bacău, 2005, cu excerpte critice pe coperta 4, 212 p.
26. "Poarta - The Gate". Versiune în limba engleză: Mariana Zavati Gardner. Postfață: Petre Isachi.  Comentariu pe coperta a IV-a: Constantin Ciopraga. Ed. Psyhelp, 2007, 159 p.
27. ALBUM DE ARTĂ, "IOAN MĂRIC" (Coordonator) Versiune în limba engleză: Elena Ciobanu, versiune în limba franceză: Elena Bulai. Ed. Vicovia, Bacău, 2008, 206 p.
28. ROMAN, "Gresia albastră - Arta înfrângerii de sine" (2 vol.) Ed. Raluca, Buzău, 2009, 750 p.
29. TEATRU, "Doamne, fă ca Schnauzer să câștige!", tradus de Mariana Zavati Gardner: "Oh lord, make Schnauzer win!", de Dan Stoica: "Oh Gott, tu, dass Schnauzer wird!", de Oana Mihaela Savin: "Dieu, que Schnauzer gagne!" Cu o postfață ("Micul Isus") de Valeria Manta Tăicuțu. Ed. Valman, Buzău, 2010, 214 p.
30. „The Old Lady and The Thief”, Ed. Valman, 2010. Teatru. Patru piese traduse de Mariana Zavati Gardner și Fay Jacqueline Gardner. Cu o prefață („Viorel Savin’s heroes and flickering identities”) de Elena Ciobanu. 206 p.
31. „Exilat în strigăt”, Ed. Valman, 2011. Versuri. 116 p.
32. „Impostorul. Arta înfrângerii de sine”, colecția „Romanele istoriei”, Ed. Dacia XXI, Cluj-Napoca, 2011. 700 p.
33. „Evanghelia eretică sau Istoria lui Melec Purtătorul de Nucă și de Nyvas în Cretinozauria”, ediția a IV-a revăzută și adăugită. Ed. Tipo Moldova, Colecția „Opera omnia”, poezie contemporană.  Iași, 2011. 374 p.
34. „Teatru (texte pentru lectură și înscenări)”. Ed. Tipo Moldova, Colecția „Opera omnia”, teatru contemporan.  Iași, 2012. 684 p.
35. „Acorduri pentru urechi surde”, ediția a III-a revăzută și adăugită. Ed. Tipo Moldova, Colecția „Opera omnia”, publicistică și eseu contemporan.  Iași, 2012. 189 p.
36. „Impostorul. Arta înfrângerii de sine”. )”, ediția a III-a revăzută și adăugită. Ed. Tipo Moldova, Colecția „Opera omnia”, romanul de azi.  Iași, 2013. 804p.
37. "Viorel Savin comentat de...", Ed. Valman, 2014. 632 p.
38. "Exilat în strigăt / Exiled in a scream", versuri, Ed. Ateneul scriitorilor, 2014, trad. Mariana Zavati Gardner, John Edward Gardner. 234 p.
39. "Nicu Enea (Viața alcătuită din scrisori, articole și poze)", Ed. Ateneul scriitorilor, 2015, 304 p.
40. „Nicu Enea – album monografic”, ed. I-a, Ed. Ateneul scriitorilor, Bc. 2015, 294 p.
41. „Nicu Enea – album monografic”, ediția a II-a, Ed. Babel, Bacău, 2015, 320 p.
42. „Nicu Enea – Grafica”, Editura Babel, Bacău, 2017, 200 p.
43. „Cinesunta – fata cu trecutul amputat”, Ed. Junimea, Iași, 2017, 318 p.
44. „Viețile poetului”, antologie, Editura Vicovia, Bacău, 2017, 450 p.
45. „Implozia lui Melec”, roman în versuri, ediție definitivă, Ed. Princeps Edit Multimedia, Iași, 2017, 354 p.
46. „Ca viermele în hrean”, amintiri necenzurate, Ed. Ateneul scriitorilor, Bacău, 2018, 258 p.
47. „De-ale revoluției”, teatru, Ed. Ateneul scriitorilor, Bacău, 2020, 318 p.
48. „O zi din viața lui Teofil Avram”, roman, Ed. Paralela 45, 2020, 208 p.
49. „Adevărul despre moartea lui Mihai Solomon”, roman, Ed. Junimea, Iași, 2020, 306 p.
50. „Gresia albastră”, roman holografic, ed. definitivă, Ed. Junimea, Iași, 2021, 640 p.
51. „Deși Sfântul Petru era necăjit…”, roman, Ed. Eikon. București, 2022.
52. „Viața ca o scârbă”, roman, Ed. Eikon, București, 2023.
53. „Creatori din Moldova de Mijloc: cenaclul artelor „Octavian Voicu”: (album biobibliografic)”, Casa Scriitorilor, Bacău, 2005,142 p.

## Piese de teatru jucate
1. „Proprietatea dv.”, oct. 1973, regizor Gh. Teașcă, Teatrul Popular de Comedie - Slănic  Moldova.  Stagiunea: 1973-1974 și 1974-1975.
2. „Fratele meu mut”, martie 1975, regizor Val Mănescu, Teatrul Popular de Comedie - Slănic   Moldova. Stagiunea: 1975.
3. „Jocul de dincolo de ploaie”, regizor Valentin Perciun, Teatrul Popular de Comedie -  Slănic  Moldova. Stagiunea: 1977-1978.
4. „Bătrâna și Hoțul”: Teatrul dramatic „Bacovia”, 1984-1988, regizor Mircea Marin; Teatrul Mic București, 1987-1989 și 1991-1992, regizor Cristian Hadjiculea; Teatrul dramatic „Al. Davila” Pitești, 1990-1991, Al. Zărnescu; Teatrul dramatic „Ovidiu” Constanța, 1991-1992, regizor Dan Alecsandrescu; Teatrul „Mihai Eminescu” Botoșani, 1997-1998, regizor Marius Rogojinschi; Radio Iași, „Teatru la microfon”, aprilie 1998, regizor Marius Rogojinschi; „Teatrul Național al TVR”, „TVR – Cultural”, „TVR – Internațional”, regizoare Olimpia Arghir. Cu Irina Răchițeanu și Sorin Medeleni. Difuzată de 13 ori, numai între 1991 și 2000; „Teatrul Valah” Giurgiu, premiera 14 oct. 2004, regizor Mircea Crețu; Teatrul "G. A. Petculescu" Reșița, 2009-2010, regizoare Iustina Prisăcaru; Teatrul de Stat Constanța, 2017-prezent, regizor Iulian Enache. Ateneul Național - Iași, 2023, regizor Radu Ghilaș.
5. „Colegii”, Teatrul dramatic „Bacovia”, 1987-1988, regizor Nae Cosmescu.
6. „Tu nu ești trupul tău”: Teatrul „Fantasio” Constanța, 1999 - 2001, regizor Florin Zăncescu; Teatrul dramatic „Bacovia”, 2003 – 2005, regizor Florin Zăncescu.
7. „Te urăsc iubitule” (variantă de titlu la „Tu nu ești trupul tău”: Teatrul dramatic „Bacovia”, 1993-1994, regizor Dan  Alecsandrescu. „Teatrul Național al TVR”, 1994, regizor Eugen Todoran.
8. „Ginere de import”: Teatrul Popular de Comedie Slănic Moldova, 1984-1985 – regizor Romeo Bărbosu; Teatrul „Fantasio” Constanța, 1995 - 1997, regizor Florin Zăncescu; Teatrul dramatic „Bacovia”, 1999 - 2003, regizor Constantin Dinischiotu.
9. „Bucuria de a fi îndurerat la Tomis”, Teatrul Național al Radiodifuziunii Române, 1997, regizor Cristian Munteanu; Teatrul de Stat Constanța, 2017, regizor Liviu Manolache.
10. „Greșeala”, TN al Radiodifuziunii R., 1999, regizor Constantin Dinischiotu.
11. „Doamne, fă ca Schnauzer să câștige!”: Teatrul „Andrei Mureșanu”,  2000, regie Adrian Ancuța și Tiberiu Tudoran; Teatrul Municipal „Bacovia”, 2005, regizor Adrian Găzdaru; Teatrul „Pygmalion” - Viena, 2007, regizor Geirun Țino, versiune în limba germană, Dan Stoica.
12. „Funia sau Comèdia supunerii”, Teatrul Național „Vasile Alecsandri” Iași, 2001-2003, regizor Ovidiu Lazăr.
13. „Logodnicul din ciorap”, Teatrul Municipal „Bacovia” Bacău, 2005-2006, regizor Gheorghe Balint.
14. "Hotel Far East", Teatrul Municipal "Bacovia" Bacău, 2013-2014, regizor Doina Zotincă.

## Inițiative culturale

### Reviste înființate, conduse nemijlocit și editate fără sprijin de stat
- „Moldova”, săptămânal de opinie. Bacău, ian. – dec. 1990.
- „Cabaret”, periodic de divertisment. Bacău, mai 1990.
- „Opinia băcăuană”, săptămânal de opinii și atitudine, 1992.
- „Teatrul românesc”, lunar de atitudine și opinii, Bacău, 1997 –1998.
- „Cartea”, lunar de atitudine culturală, Bacău, mart. 2001 – iunie 2003.

## Premii literare
- Premiul I al Casei Centrale a Creației, București, 1962, pentru schița „Sticla”.
- Premiul I și Medalia de aur pentru scenariul, regia și scenografia spectacolului „Lecție de istorie”, (preluat de TVR), în 1974.
- Diploma Asociației Oamenilor de Teatru și Muzică (ATM) pentru piesa „Fratele meu mut”, 1978.
- Premiul I și Medalia de aur pentru piesa „Ovidiu la Tomis” („Bucuria de a fi îndurerat la Tomis”), București, 1979.
- Premiul III pentru poezie, Festivalul-concurs de creație  literară „Mihail Sadoveanu”, Piatra Neamț, 1981.
- Premiul I și Medalia de aur pentru „Ginere de import”, București, 1985.
- Premiul „Deșteptarea” pentru întreaga activitate teatrală, acordat de cotidianul „Deșteptarea”, Bacău, 1993.
- Diploma Ministerului Culturii, Concursul Național de Dramaturgie „Camil Petrescu”, pentru piesa „Greșeala”, 1995.
- Premiul „Bacovia” al revistei „Ateneu” pentru teatru, Bacău, 1997.
- Nominalizat la Premiul USR – dramaturgie, pentru volumele „Greșeala” și „Funia sau  Comédia supunerii”, în 1998.
- Premiul „I. L. Caragiale”,  al Uniunii Scriitorilor din România, pentru piesa de teatru  „Bustul”, la Colocviile Naționale de Dramaturgie, Sinaia, 2003.
- Premiul de dramaturgie al Filialei Bacău a Uniunii Scriitorilor din România, 2003, pentru volumul „Tragedii în fond”, Ed. Princeps Edit, Iași, 2002.
- Ordinul „Meritul Cultural” în grad de Cavaler, Categoria A, martie, 2004,
- Premiul „Opera Omnia” al Uniunii Scriitorilor din Romînia - Filiala Bacău, 2006
- Premiul Uniunii Scriitorilor din România, Filiala Bacău, pentru romanul „Gresia albastră – Arta înfrângerii de sine”, 2010.
- Premiul și Diploma de excelență ale Consiliului Județean Bacău, 2011.
- Premiul de Excelență „Liviu Rebreanu” pentru romanul „Impostorul. Arta   înfrângerii de sine” (Asociația cult. DIALLOG),2011.

BIBLIOGRAFIE
a)   În volume:
Mircea Gițulescu, „Istoria dramaturgiei românești contemporane”, Ed. Albatros, București, 2000, pag. 371 - 379;
  Ion Rotaru, „O istorie a literaturii române” vol 6, Ed. Dacia, Cluj-Napoca, 2002, pag. 474 – 476;
  Academia Română, „Dicționarul general al literaturii române” – S / T, București,  2007, pag. 52 – 54;
 Aurel Sasu, „Dicționarul biografic al literaturii române”, Ed. Paralela 45, 2006, pag. 525 – 526.
  Ioan Enache, „Viorel Savin – 60”, biobibliografie, Ed. Studion, Bc. 2001, 168 p.;
  Vlad Sorianu, „Literatura noastră cea de toate zilele...” – eseuri, Ed. Plumb,  Bacău, 2001, pag. 170 – 181;
  Măndica Mardare, Liliana Cioroianu, „Geografie spirituală băcăuană”, Editura Studion, 2001;
  Eugen Budău, „Bacăul literar”, Ed. Universitas XXI, Iași, 2004, pag. 543 – 549.
  Ioan Enache, „Întâmpinări”, Ed. Studion, Bacău, 2002, pag. 108 – 116.
 Carmen Mihalache, „Unora le place teatrul”, Ed. Deșteptarea, Bacău, 2000, pag. 29 – 42.
 „Enciclopedia Bacăului”, Ed. Egal, 2007.
  Mircea Ghițulescu, „Istoria literaturii române – Dramaturgia”, Ed. Tracus Arte, Buc. 2008, pag. 569 – 579.
Etc.
      b) studii însoțitoare, în volume:
   Vlad Sorianu, „Un intermediar între concepții și viață”, în „Funia sau Comédia supunerii”, Ed. Viitorul Românesc, București, 1997, pag. 3 –11;
   Mircea Ghițulescu, „Spectacolul dramei”, în „Greșeala”, Ed. Cartea  românească, București, 1997, pag. 262 – 264;
   Petre Isachi, „Reflecții introductive – spre o sincronizare cu teatrul european”, în: Viorel Savin, „Pagini alese”, Ed. Plumb, Bacău, 2000, pag. 7 - 19;
   Petre Isachi, „Instalarea utopiei comice în comediile lui Viorel Savin”, în „Comedii triste”, Ed. Casa scriitorilor, Bacău, 2004, pag. 201 – 221;
   Ion Rotaru, „Opiniile unui nespecialist în teatrul modern”, în „Doamne, fă ca Schnauzer să câștige!”, Ed. Casa scriitorilor, Bacău, 2004, pag. 191 –199;
   Petre Isachi, „Exil și autoexil sub crucea istoriei”, în „Drame istorice”, Ed. Casa scriitorilor, Bacău, 2004, pag. 177 – 192.
   Petre Isachi, „Un roman urmuziano-orwellian”, în „Evanghelia eretică”, Ed. Casa                scriitorilor, Bacău, 2005, pag. 181-196. 
   Elena Ciobanu, „Viorel Savin’s heroes and flickering identities”, în „The Old Lady and The Thief”, Ed. Valman, 2010, traduceri de Mariana Zavati Gardner și Fay Jacqueline Gardner, pag. 5 – 11.
   Valeria Manta – Tăicuțu, „Micul Iisus”, în „Doamne, fă ca Schnauzer să câștige!”, Ed. Valman, 2010, pag. 209 – 214.
   Valeria Manta-Tăicuțu, „O nouă istorie ieroglifică”, în „Evanghelia eretică…”. Ed. Tipo Moldova, Iași, 2011. pag. 5 – 12.
1. ↑  „Creatori din Moldova de Mijloc: cenaclul artelor „Octavian Voicu”: (album biobibliografic). Casa Scriitorilor. 2005.